# Єссе Пулюярві
Єссе Пулюярві (фін. Jesse Puljujärvi; 7 травня 1998, м. Ельвкарлебі, Швеція) — фінський хокеїст, нападник. Виступає за «Кярпят» у Лійзі.

## Ігрова кар'єра
У сезоні 2014/15 дебютував у Лійзі в складі клубу «Кярпят».
У складі юніорської збірної Фінляндії учасник Меморіалу Глінки 2014 та юніорського чемпіонату світу 2015.
У складі молодіжної збірної Фінляндії учасник чемпіонатів світу 2015 та 2016. 

## Нагороди та досягнення
- Чемпіон світу серед молодіжних команд — 2016.
- Найкращий нападник чемпіонату світу — 2016.
- Найцінніший гравець (MVP) чемпіонату світу — 2016.
- Чемпіон світу серед юніорських збірних 2016.

## Статистика

### Клубні виступи
| Сезон       | Клуб        | Ліга        | Регулярний сезон | Регулярний сезон | Регулярний сезон | Регулярний сезон | Регулярний сезон | Плей-оф | Плей-оф | Плей-оф | Плей-оф | Плей-оф |
| Сезон       | Клуб        | Ліга        | І                | Г                | П                | О                | ШХ               | І       | Г       | П       | О       | ШХ      |
| ----------- | ----------- | ----------- | ---------------- | ---------------- | ---------------- | ---------------- | ---------------- | ------- | ------- | ------- | ------- | ------- |
| 2013–14     | Кярпят мол. | Фін-мол.    | 18               | 12               | 11               | 23               | 4                | 12      | 7       | 0       | 7       | 2       |
| 2014–15     | Кярпят мол. | Фін-мол.    | 11               | 12               | 6                | 18               | 10               | 5       | 2       | 1       | 3       | 4       |
| 2014–15     | Кярпят      | Лійга       | 21               | 4                | 7                | 11               | 10               | —       | —       | —       | —       | —       |
| 2015–16     | Кярпят      | Лійга       | 50               | 13               | 15               | 28               | 22               | 9       | 3       | 4       | 7       | 2       |
| Лійга разом | Лійга разом | Лійга разом | 71               | 17               | 22               | 39               | 32               | 9       | 3       | 4       | 7       | 2       |

### Збірні
| Рік   | Команда                    | Турнір | Місце | І  | Г  | П  | О  | ШХ |
| ----- | -------------------------- | ------ | ----- | -- | -- | -- | -- | -- |
| 2014  | Фінляндія (юніори)         | МІГ    | 5-е   | 4  | 3  | 2  | 5  | 4  |
| 2015  | Фінляндія (юніори)         | ЧС18   | 2     | 7  | 2  | 5  | 7  | 4  |
| 2015  | молодіжна збірна Фінляндії | МЧС    | 7-е   | 5  | 0  | 0  | 0  | 0  |
| 2016  | Фінляндія                  | МЧС    | 1     | 4  | 5  | 2  | 7  | 2  |
| 2016  | Фінляндія (юніори)         | ЧС18   | 1     | 7  | 5  | 12 | 17 | 0  |
| Разом | Разом                      | Разом  | Разом | 27 | 15 | 21 | 36 | 10 |